# Lorenzo Ghizzoni

Erzbischofswappen von Lorenzo Ghizzoni

Lorenzo Ghizzoni (* 3. April 1955 in Cognento, Provinz Reggio Emilia) ist ein italienischer Geistlicher und römisch-katholischer Erzbischof von Ravenna-Cervia.

## Leben
Lorenzo Ghizzoni empfing am 14. September 1979 das Sakrament der Priesterweihe für das Bistum Reggio Emilia-Guastalla. Er studierte anschließend kanonisches Recht und Psychologie an der Päpstlichen Universität Gregoriana und kehrte 1984 ins Bistum Reggio Emilia-Guastalla zurück. Dort war er bis 1994 Vizekanzler der Kurie. 1994 wurde Ghizzoni Rektor des Priesterseminars.
Papst Benedikt XVI. ernannte ihn am 17. Februar 2006 zum Titularbischof von Ottana und zum Weihbischof in Reggio Emilia-Guastalla. Der Bischof von Reggio Emilia-Guastalla, Adriano Caprioli, spendete ihm am 29. April desselben Jahres die Bischofsweihe; Mitkonsekratoren waren der emeritierte Bischof von Reggio Emilia-Guastalla, Giovanni Paolo Gibertini OSB, und der Bischof von Piacenza-Bobbio, Luciano Monari. Lorenzo Ghizzoni war zudem Generalvikar des Bistums Reggio Emilia-Guastalla. Als Wahlspruch wählte er In sapientia crucis pax.
Am 17. November 2012 ernannte ihn Benedikt XVI. zum Erzbischof von Ravenna-Cervia. Die feierliche Amtseinführung (Inthronisation) fand am 20. Januar 2013 statt. Von Oktober 2015 bis zum 15. Januar 2024 war Ghizzoni Vizepräsident der Bischofskonferenz in der Kirchenregion Emilia-Romagna. Für die Italienische Bischofskonferenz ist er seit September 2017 Referent der päpstlichen Kommission zum Schutz von Minderjährigen.